# Isadelphus pusillus
Isadelphus pusillus là một loài tò vò trong họ Ichneumonidae.